# John Portman
Pour les articles homonymes, voir Portman.

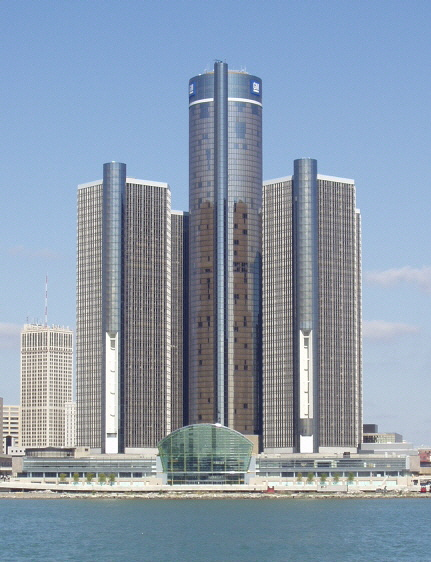
Renaissance Center à Détroit

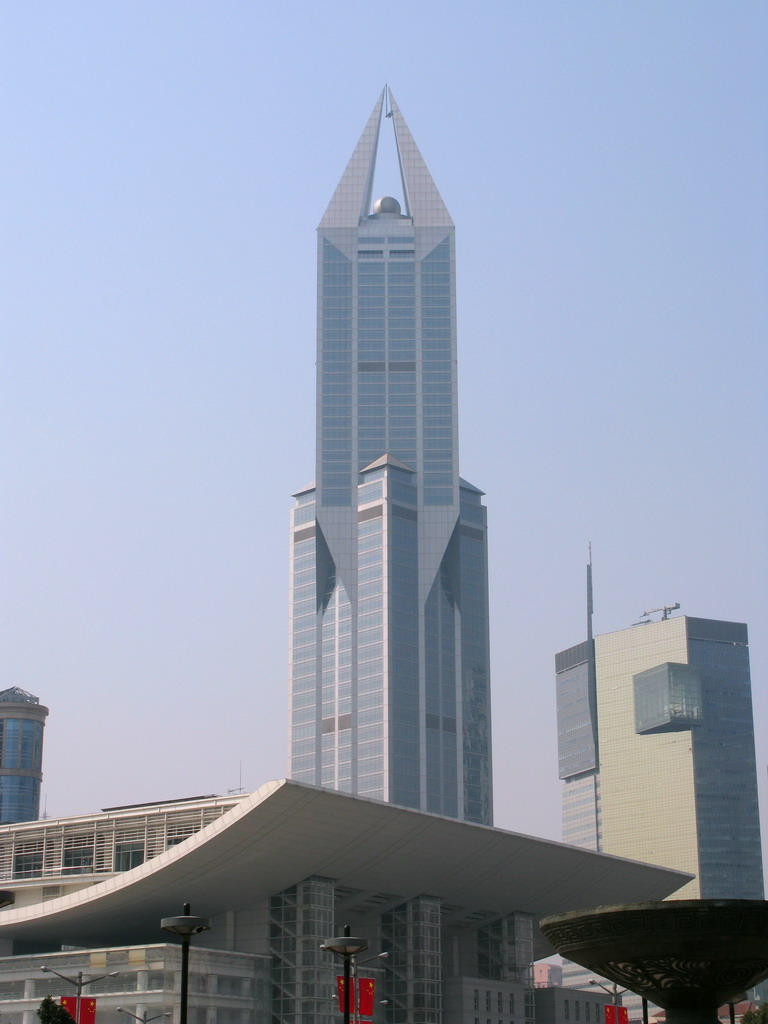
Tomorrow Square à Shanghai

John Calvin Portman Jr., né à Walhalla en Caroline du Sud le 4 décembre 1924 et mort à Atlanta en Géorgie le 29 décembre 2017, est un architecte et un promoteur immobilier américain qui a eu de nombreuses récompenses et qui a conçu de nombreux gratte-ciels (surtout des hôtels) aux États-Unis et en Asie. L'agence, fondée en 1953, est basée à Atlanta et est aussi installée depuis 1993 à Shanghai. Elle a été l'un des premiers cabinets d'architecture étrangers à s'installer en Chine.

## Principales réalisations
Parmi la quarantaine de gratte-ciel réalisés par l'agence :
- The Tower, Fort Worth, Texas, 1974
- Westin Bonaventure Hotel, Los Angeles, 1976
- Renaissance Center, Détroit, 1977
- Four Embarcadero Center, San Francisco, 1982
- Marriott Marquis Hotel, Atlanta, 1985
- New York Marriott Marquis, New York, 1985
- Embarcadero West, San Francisco, 1989
- Riverwood 100, Vinings (agglomération d'Atlanta), 1989
- SunTrust Plaza, Atlanta, 1992
- Menara Multi Purpose, Kuala Lumpur, Malaisie, 1994
- Bank of Communications (gratte-ciel), Shanghai, 2000
- Bund Center, Shanghai, 2002
- Tomorrow Square, Shanghai, 2003
- Jin Hongqiao International Center, Shanghai, 2013 (en forme d'arche)
- Capital Square Hotel & Serviced Apartments, Kuala Lumpur, Malaisie, 2014
- Tour d'Incheon (en), Incheon, Corée du Sud ; projet annulé en 2016.